# Drepanocentron dacharatha
Drepanocentron dacharatha är en nattsländeart som beskrevs av Schmid 1982. Drepanocentron dacharatha ingår i släktet Drepanocentron och familjen Xiphocentronidae. Inga underarter finns listade i Catalogue of Life.